# Llista de topònims de Taurinyà
Llista de topònims (noms propis de lloc) de Taurinyà (Conflent).
Informació actualitzada per un bot. Els canvis manuals es perdran quan s'actualitzi!

## estació meteorològica
| imatge | Nom                               | Ubicat a | instància de          | Detalls | coordenades                                                 | Protecció | Commons (més fotos) | Dades a WD                    |
| ------ | --------------------------------- | -------- | --------------------- | ------- | ----------------------------------------------------------- | --------- | ------------------- | ----------------------------- |
|        | estació meteorològica de Taurinyà | Taurinyà | estació meteorològica |         | 42° 34′ 49″ N, 2° 24′ 38″ E / 42.580333°N,2.4105°E 770 msnm |           |                     | Modifica les dades a Wikidata |
|        | estació meteorològica del Canigó  | Taurinyà | estació meteorològica |         | 42° 32′ 12″ N, 2° 27′ 54″ E / 42.536667°N,2.465°E 2160 msnm |           |                     | Modifica les dades a Wikidata |

## muntanya
| imatge | Nom                 | Ubicat a                                    | instància de | Detalls | coordenades                                                           | Protecció | Commons (més fotos) | Dades a WD                    |
| ------ | ------------------- | ------------------------------------------- | ------------ | ------- | --------------------------------------------------------------------- | --------- | ------------------- | ----------------------------- |
|        | Els Tres Avets      | Estoer Taurinyà                             | muntanya     |         | 42° 32′ 30″ N, 2° 28′ 08″ E / 42.541578°N,2.468828°E 2052.5 msnm      |           |                     | Modifica les dades a Wikidata |
|        | La Socarrada        | Estoer Taurinyà                             | muntanya cim |         | 42° 32′ 54″ N, 2° 28′ 07″ E / 42.548264°N,2.468667°E 2024 2039.9 msnm |           |                     | Modifica les dades a Wikidata |
|        | Pic Baix del Canigó | Castell de Vernet Taurinyà Vallmanya Vernet | muntanya     |         | 42° 30′ 50″ N, 2° 33′ 11″ E / 42.513944°N,2.553028°E                  |           |                     | Modifica les dades a Wikidata |
|        | Pic Jofre           | Taurinyà Vernet                             | muntanya     |         | 42° 31′ 57″ N, 2° 27′ 09″ E / 42.532514°N,2.452514°E 2360.1 msnm      |           |                     | Modifica les dades a Wikidata |
|        | Pic de Pradells     | Estoer Taurinyà                             | muntanya     |         | 42° 34′ 09″ N, 2° 27′ 34″ E / 42.569169°N,2.459539°E 1406.2 msnm      |           |                     | Modifica les dades a Wikidata |
|        | Pic de la Castella  | Fillols Taurinyà Vernet                     | muntanya     |         | 42° 31′ 59″ N, 2° 27′ 07″ E / 42.532933°N,2.451958°E 2346.1 msnm      |           |                     | Modifica les dades a Wikidata |
|        | Pic de les Anyelles | Taurinyà Vallmanya                          | muntanya     |         | 42° 31′ 10″ N, 2° 27′ 53″ E / 42.519372°N,2.464714°E                  |           |                     | Modifica les dades a Wikidata |
|        | Pic dels Pradells   | Fillols Taurinyà                            | muntanya     |         | 42° 32′ 40″ N, 2° 26′ 00″ E / 42.544456°N,2.433283°E 1705 msnm        |           |                     | Modifica les dades a Wikidata |
|        | Roc Mosquit         | Estoer Taurinyà                             | muntanya cim |         | 42° 33′ 22″ N, 2° 27′ 51″ E / 42.556042°N,2.464131°E 1887 msnm        |           |                     | Modifica les dades a Wikidata |

## port de muntanya
| imatge | Nom                 | Ubicat a                  | instància de     | Detalls | coordenades                                                      | Protecció | Commons (més fotos) | Dades a WD                    |
| ------ | ------------------- | ------------------------- | ---------------- | ------- | ---------------------------------------------------------------- | --------- | ------------------- | ----------------------------- |
|        | Coll de Clarà       | Clarà i Villerac Taurinyà | port de muntanya |         | 42° 34′ 32″ N, 2° 26′ 10″ E / 42.575519°N,2.436242°E 653.2 msnm  |           |                     | Modifica les dades a Wikidata |
|        | Coll de Fillols     | Fillols Taurinyà          | port de muntanya |         | 42° 34′ 33″ N, 2° 24′ 51″ E / 42.575847°N,2.414047°E 797.4 msnm  |           |                     | Modifica les dades a Wikidata |
|        | Coll de Jual        | Clarà i Villerac Taurinyà | port de muntanya |         | 42° 34′ 31″ N, 2° 26′ 13″ E / 42.575161°N,2.436919°E 696.5 msnm  |           |                     | Modifica les dades a Wikidata |
|        | Coll de Milleres    | Taurinyà Fillols          | port de muntanya |         | 42° 33′ 58″ N, 2° 25′ 12″ E / 42.566056°N,2.420025°E 842.6 msnm  |           |                     | Modifica les dades a Wikidata |
|        | Coll de les Voltes  | Fillols Taurinyà          | port de muntanya |         | 42° 32′ 48″ N, 2° 27′ 00″ E / 42.546658°N,2.450125°E 1831.2 msnm |           |                     | Modifica les dades a Wikidata |
|        | Coll dels Cortalets | Estoer Taurinyà           | port de muntanya |         | 42° 32′ 20″ N, 2° 28′ 00″ E / 42.539°N,2.466794°E 2055 msnm      |           |                     | Modifica les dades a Wikidata |
|        | La Portella         | Taurinyà Vernet           | port de muntanya |         | 42° 31′ 22″ N, 2° 27′ 21″ E / 42.522872°N,2.455753°E 2599.8 msnm |           |                     | Modifica les dades a Wikidata |
|        | Pas de les Truges   | Estoer Taurinyà           | port de muntanya |         | 42° 32′ 39″ N, 2° 28′ 11″ E / 42.544297°N,2.469828°E 2027.7 msnm |           |                     | Modifica les dades a Wikidata |
|        | Ras dels Cortalets  | Estoer Taurinyà           | port de muntanya |         | 42° 32′ 21″ N, 2° 28′ 02″ E / 42.539111°N,2.467203°E 2048.3 msnm |           |                     | Modifica les dades a Wikidata |

## Misc
| imatge | Nom                                  | Ubicat a                                    | instància de                                         | Detalls                      | coordenades                                                                                         | Protecció                                                 | Commons (més fotos)                         | Dades a WD                    |
| ------ | ------------------------------------ | ------------------------------------------- | ---------------------------------------------------- | ---------------------------- | --------------------------------------------------------------------------------------------------- | --------------------------------------------------------- | ------------------------------------------- | ----------------------------- |
|        | Corts                                | Taurinyà                                    | poble                                                |                              | 42° 34′ 59″ N, 2° 25′ 04″ E / 42.583094444444°N,2.4178305555556°E Conflent 645.1 msnm               |                                                           |                                             | Modifica les dades a Wikidata |
|        | Refugi dels Cortalets                | Taurinyà                                    | refugi de muntanya instal·lació esportiva            | 1899-09-04                   | 42° 32′ 04″ N, 2° 27′ 54″ E / 42.53432°N,2.46503°E fr:CHALET DES CORTALETS 66500 Taurinya 2150 msnm |                                                           | Refuge des Cortalets                        | Modifica les dades a Wikidata |
|        | Sant Fruitós de Taurinyà             | Taurinyà                                    | església parroquial catòlica Ús: església parroquial | Estil: arquitectura romànica | 42° 34′ 46″ N, 2° 25′ 43″ E / 42.5794°N,2.42873°E 560.1 msnm                                        | monument històric inventariat monument històric catalogat | Église Saint-Fructueux de Taurinya          | Modifica les dades a Wikidata |
|        | Sant Valentí de Corts                | Taurinyà                                    | església Ús: església                                | Estil: arquitectura romànica | 42° 34′ 59″ N, 2° 25′ 04″ E / 42.5831°N,2.41778°E                                                   | monument històric inventariat                             | Église Saint-Valentin de Corts              | Modifica les dades a Wikidata |
|        | Serra de Barbet                      | Taurinyà Castell de Vernet Vernet Vallmanya | carena                                               |                              | |                                                           |                                             | Modifica les dades a Wikidata |
|        | casa de la vila de Taurinyà          | Taurinyà                                    | instal·lació Ús: seu del govern local                |                              | 42° 34′ 53″ N, 2° 25′ 31″ E / 42.5814236439846°N,2.42530667887406°E fr:66500 TAURINYA               |                                                           | Town hall of Taurinya (Pyrénées-Orientales) | Modifica les dades a Wikidata |
|        | cementiri de Taurinyà                | Taurinyà                                    | cementiri                                            |                              | 42° 34′ 44″ N, 2° 25′ 31″ E / 42.5788°N,2.4254°E                                                    |                                                           |                                             | Modifica les dades a Wikidata |
|        | massís del Canigó                    | Vernet Castell de Vernet Vallmanya Taurinyà | massís àrea protegida Natura 2000                    |                              | 42° 31′ 08″ N, 2° 27′ 24″ E / 42.51890192805555°N,2.4565596419444446°E 2784 msnm                    | Grand site de France                                      | Massif du Canigó                            | Modifica les dades a Wikidata |
|        | mural de Santa Caterina d'Alexandria | Taurinyà                                    | mural                                                |                              | Sant Fruitós de Taurinyà                                                                            | monument històric catalogat                               |                                             | Modifica les dades a Wikidata |
|        | puig Barbet                          | Taurinyà Vallmanya                          | cim muntanya                                         |                              | 42° 31′ 09″ N, 2° 27′ 52″ E / 42.51921°N,2.46433°E massís del Canigó 2712 2733 msnm                 |                                                           | Puig Barbet                                 | Modifica les dades a Wikidata |